# إشام جونز
إشام جونز (بالإنجليزية: Isham Jones) (و. 1894 – 1956 م) هو قائد فرقة ‏، وموسيقي، وموزع (موسيقى)، وكاتب أغاني، وعازف ساكسفون، وعازف كمان، وعازف بيانو أمريكي، ولد في كالتون، يستخدم آلات ساكسفون، وكمان، توفي في هوليوود، فلوريدا، عن عمر يناهز 62 عاماً.

## وصلات خارجية
- إشام جونز على موقع IMDb (الإنجليزية)
- إشام جونز على موقع ميوزك برينز (الإنجليزية)
- إشام جونز على موقع قاعدة بيانات برودواي على الإنترنت (الإنجليزية)
- إشام جونز على موقع أول ميوزيك (الإنجليزية)
- إشام جونز على موقع ديسكوغز (الإنجليزية)
- إشام جونز على موقع قاعدة بيانات الفيلم (الإنجليزية)

- إشام جونز في قاعدة بيانات الأفلام على الإنترنت